# Ionești, Gorj
Ionești là một xã thuộc hạt Gorj, România. Dân số thời điểm năm 2002 là 2542 người.